# Список умерших в 1334 году
В этой статье представлен список известных людей, умерших в 1334 году.
См. также: Категория:Умершие в 1334 году

## Январь
- 17 января — Жан Бретонский — 4-й граф Ричмонд (1306—1334).

## Февраль
- 1 февраля — Анри IV д’Авогур — сеньор де Гоэлё и сеньор д'Авогур (1301—1334), граф де Пентьевр (1318—1334).

## Март
- 27 марта или 28 марта — Рудольф III фон Монфорт — епископ Кура (1322—1325), епископ Констанца (1322—1334)

## Апрель
- 9 апреля — Хенрик Вогенап[нем.] — епископ Фромборка (1329—1334).
- 25 апреля — Ибн Саййид ан-Нас — египетский исламский богослов, хадисовед; автор биографической книги о пророке Мухаммаде.

## Май
- 24 мая — Хуан дель Кампо[англ.] — епископ Куэнки (1327—1328), епископ Овьедо (1328—1332), епископ Леона (1332—1334)

## Июнь
- 3 июня — Хаук Эрлендссон — исландский законоговоритель, автор книги Хаука.
- 7 июня — Эмих I[англ.] — первый граф Нассау-Хадамар (1303—1334).

## Июль
- 3 июля — Жан I де Форе — граф Форе (1278—1334)
- Хайме Арагонский[англ.] — португальский инфант, сын и наследник престола короля Хайме II; отказался от престола в 1319 году и стал монахом

## Август
- 5 августа — Арнольдо Сабатье ди Каор[фр.] — епископ Болоньи (1322—1330), епископ Рье (1330—1334)
- 12 августа — Гастон де Монкада[исп.] — епископ Уэски (1324—1328), епископ Жероны (1329—1334)
- 19 августа — Хуан Арагонский[исп.] — арагонский инфант, сын Хайме II, архиепископ Толедо (1319—1328), архиепископ Таррагоны (1328—1334), латинский патриарх Александрии (1328—1334).
- 23 августа — Сиргианн Палеолог Филантропен — византийский аристократ и полководец; убит.

## Сентябрь
- 4 сентября — Мария де Жибле[исп.] — последняя сеньора Жибле (1282—1302), жена (с 1285) сенешаля Кипра Филиппа Ибелина
- 10 сентября:
  - Гийом Дюран де Сен-Пурсен — епископ Мо (1326—1334), учёный схоластик; доминиканец;
  - Эдвард де Богун — лорд Верховный констебль Англии (1330—1334); утонул во время военного похода.
- 12 сентября — Сефи ад-Дин — основатель суфийского ордена Сефевие и родоначальник династии Сефевидов
- 15 сентября — Беатриче д’Эсте[итал.] — дочь маркиза Феррары и Анконской марки Обиццо II д’Эсте, сеньора-консорт Милана (1322—1327) как жена Галеаццо I Висконти
- 23 сентября — Филипп I Савойский — князь Пьемонта (1282—1334), князь Ахейский и Морейский (1301—1307)
- 28 сентября — Конрад Кессельхут — ландмейстер Тевтонского ордена в Ливонии (1322—1324)

## Октябрь
- 30 октября — Вохо[нем.] — епископ Зеккау (1317—1334)

## Ноябрь
- 27 ноября — Агнесса Бранденбургская[нем.] — маркграфиня-консорт Бранденбург-Штендаля (1309—1319), маркграфиня-консорт Бранденбург-Зальцведеля (1317—1319), жена маркграфа Вальдемара

## Декабрь
- 4 декабря — Иоанн XXII — папа римский (1316—1334)
- 5 декабря — Изабель ле Диспенсер[нем.] — дочь Хью ле Диспенсера, 1-го графа Уинчестер, баронесса-консорт Гастингс (1308—1313) как жена Джона Гастингса, 1-го барона Гастингс, баронесса-консорт Монтермер (1318—1325), как жена Ральфа де Монтермара
- 14 декабря — Оттон IV (27) — герцог Нижней Баварии (1310—1334).

## Дата неизвестна или требует уточнения
- Андало дель Негро[англ.] — итальянский астроном и географ
- Бартоломео Заккария — маркиз Бодоницы (1327—1334)
- Борис Давыдович — первый князь Дмитровский (1280—1334).
- Изабелла де Вески[англ.] — английская дворянка, фрейлина, подруга и доверенное лицо королевы Англии Изабеллы Французской.
- Константин Палеолог, сын византийского императора Андроника II Палеолога, наместник Фессалоник (1321-1322).
- Мехмед-бей Айдыноглу, основатель династии и бейлика Айдыногуллары.
- Нидзё Канемото[англ.] — японский государственный деятель, сэссё (1298), кампаку (1300—1305)
- Николас Триве — английский хронист.
- Уго I де Кардона, каталонский дворянин, 9-й виконт Кардоны (1320—1334) и 1-й барон де Гуадалест (с 1325), граф Ампурьяс (1322—1325).
- Понс де Гуальба[исп.] — епископ Барселоны (1303—1334)
- Пьер Форже[фр.] — казначей Франции (1330—1334)
- Саркис II Джакели[англ.] — грузинский принц, правитель Самцхе-Саатабаго (1306—1334).
- Тармаширин — чингизид, потомок Чагатая, хан Чагатайского улуса (1326—1344); убит
- Хайен Кванг[англ.] — вьетнамский поэт.
- Хуан Альфонсо де Харо[исп.] — кастильский дворянин, казнён за измену по приказу короля Кастилии и Леона Альфонсо XI Справедливого
- Шараф аль Мулюк[англ.] — иранский правитель из династии Баванди (1328—1334)